# Jessie River (Inglis River)
Der Jessie River ist ein Fluss im Nordwesten des australischen Bundesstaates Tasmanien.

## Geografie
Der etwas mehr als acht Kilometer lange Jessie River entspringt etwa zwei Kilometer nordöstlich der Siedlung West Takone in der Campbell Range. Von dort fließt er nach Nordosten und mündet rund zwei Kilometer westlich der Siedlung West Calder Hills in den  Inglis River.